# رودولف لويس
رودولف لويس (بالإنجليزية: Rudolph Lewis)‏ مواليد 1887 - الوفاة 1933، كان دراج جنوب أفريقي. سبق أن شارك في دورة الألعاب الأولمبية الصيفية وفاز بالميدالية الذهبية في الألعاب الأولمبية الصيفية 1912 التي أقيمت في السويد.

## الميداليات
| الميدالية | المسابقة                       |
| --------- | ------------------------------ |
| ذهبية     | الألعاب الأولمبية الصيفية 1912 |

## روابط خارجية
- رودولف لويس على موقع أرشيف الدراجات (الإنجليزية)
- رودولف لويس على موقع أوليمبيديا (الإنجليزية)
- profile